# Valeria Marini
Valeria Marini (n. 14 mai 1967, Roma, Italia) este un fotomodel și o actriță italiană.